# Joe Harriott
Joe Harriott (* 15. Juli 1928 in Jamaika als Arthurlin Harriot; † 2. Januar 1973 in London) war ein britischer Altsaxophonist jamaikanischer Herkunft.

## Leben und Wirken
In Jamaika aufgewachsen, wo er zu Schulzeiten an der Alpha Boys School mit Harold McNair und Wilton Gaynair, bald auch mit Sonny Bradshaw spielte, emigrierte Harriott 1951 nach England. Er spielte zunächst in Tony Kinseys Quartett und gastierte mit ihm auf dem Jazzfestival Paris 1954. Anschließend leitete er ein eigenes Quartett, spielte aber auch mit dem Trompeter Pete Pitterson in dessen Highlifers, mit Kenny Bakers Jazz Today Unit, dem Quintett von Schlagzeuger Tony Kinsey und dem Ronnie Scott Orchestra. Zudem nahm er seit 1953 EPs mit Cool Jazz und 1959 sein erstes, noch recht konventionelles Album unter seinem Namen auf („Southern Horizons“ auf dem Label Jazzland).
Unabhängig von den US-amerikanischen Free-Jazz-Musikern suchte er nach neuen Formen der Improvisation. Mit seiner LP Free Form (1960) dokumentierte er die Abkehr vom Regelsystem der konventionellen Jazzimprovisation. Im Covertext schreibt er: „Wenn es abstrakte Malerei gibt, warum soll es dann nicht auch abstrakte Musik geben? … Obwohl unsere Musik Form besitzt und obwohl unsere Themen eine Struktur haben, ist unser Verhältnis dazu abstrakt. Wir verwenden keine Takteinteilung, und es gibt keine vorgegebene Harmonik oder Akkordfolge. Aber es gibt ein Wechselspiel in der musikalischen Form. Und in der Rhythmusgruppe behalten wir einen beständigen Vierviertel-Beat bei.“
Seine Bedeutung für den europäischen Free Jazz wurde von der Kritik und der Jazzforschung erst 15 Jahre nach seinem Tod erkannt. Wegweisend war neben „Free Form“ weiterhin die Alben „Abstract“ (1962) und „Movement“ (1963). Harriott beschäftigte sich zudem in einer Zusammenarbeit mit den indischen Musikern John Mayer und Amancio D’Silva mit Mischformen zwischen Jazz und ethnischer Musik.
In den letzten Jahren vor seinem Tod hielt er sich mit gelegentlichen Auftritten in der Provinz über Wasser; er war aber – auch bedingt durch Krankheit – in der britischen Jazzszene nicht mehr erfolgreich und starb verarmt 1973 an Krebs. „Abstract“ wurde in die Liste The Wire’s “100 Records That Set The World On Fire (While No One Was Listening)” der Zeitschrift The Wire aufgenommen.

## Auswahldiskographie
Als Leader
- Free Form (Emarcy bzw. Redial, 1960) mit Shake Keane, Pat Smythe, Coleridge Goode, Phil Seamen
- Abstract (Redial, 1962) erweitert um Bobby Orr, Frank Holder
- John Harriot / John Mayer Indo-Jazz Fusions I & II (Redial, 1966, 1967) mit Kenny Wheeler bzw. Shake Keane, Chris Taylor, Pat Smythe, Coleridge Goode, Alan Ganley, Diwan Motihar, Chandrahas Paigankar, Keshav Sathe
- Joe Harriot & Amancio D’Silva Quartet: Hum Dono (Columbia, 1969) mit Dave Green, Bryan Spring, Norma Winstone, Ian Carr

Als Sideman
- Chris Barber: The Classic Concerts (Chris Barber Coll., 1959/61)